# Tengge
Tengge (ros. Tiengie) – wieś w zachodnim Kazachstanie, w obwodzie mangystauskim. Liczy 10 800 mieszkańców (2006). Ośrodek przemysłu spożywczego.